# Стратиграфия
Стратигра́фия (от лат. stratum — настил, слой + др.-греч. γράφω — пишу, черчу, рисую) — наука, раздел геологии об определении относительного геологического возраста слоистых осадочных и вулканогенных горных пород, расчленении толщ пород и корреляции различных геологических образований. Один из основных источников данных для стратиграфии — палеонтологические определения.
В археологии стратиграфией называют взаимное расположение культурных слоев относительно друг друга и перекрывающих их природных пород. Установление этого расположения имеет критическую важность для датирования находок (стратиграфический метод датирования, планиграфия).

## История развития

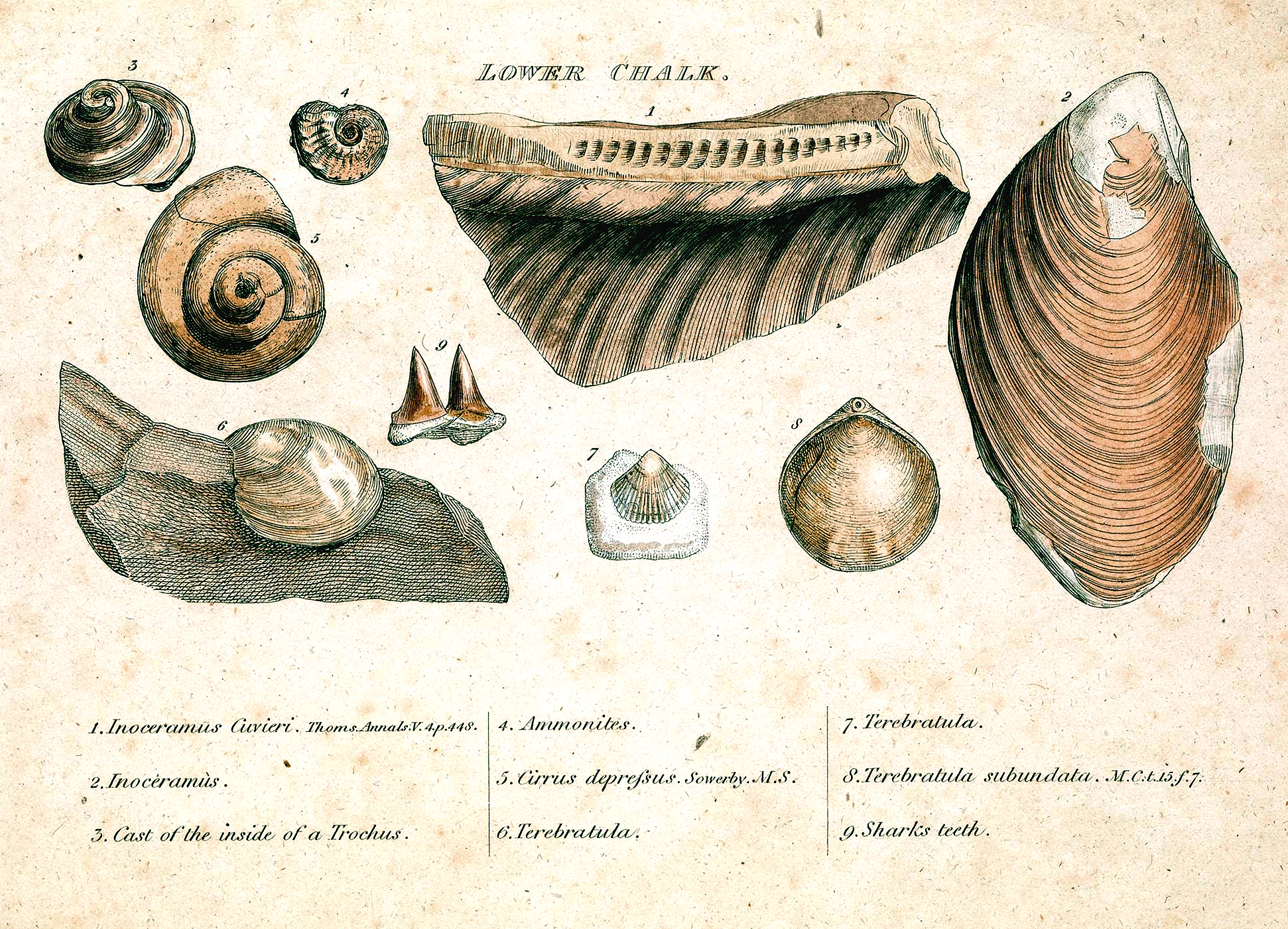
Гравюра из монографии Уильяма Смита об определении пластов по окаменелостям

Теоретическую основу стратиграфии составляют два принципа: закон напластования Стено и закон соответствия флоры и фауны Гексли. Согласно закону напластования, введённому в науку
Николасом Стено в XVII веке, вышележащие пласты горных пород, как правило, являются более молодыми, чем залегающие глубже. Согласно принципу Гексли, слои, в которых содержатся ископаемые остатки одинаковых видов живых организмов, имеют одинаковый возраст. 
Основателем научной стратиграфии считают английского геолога-самоучку Уильяма Смита. Он составил первую геологическую карту Англии и использовал ископаемые остатки, как маркеры соответствия слоёв разных разрезов. Другими важными исследованиями в области стратиграфии в начале XIX века были изучении геологии вблизи Парижа, сделанные Жоржем Кювье и Александром Броньяром.

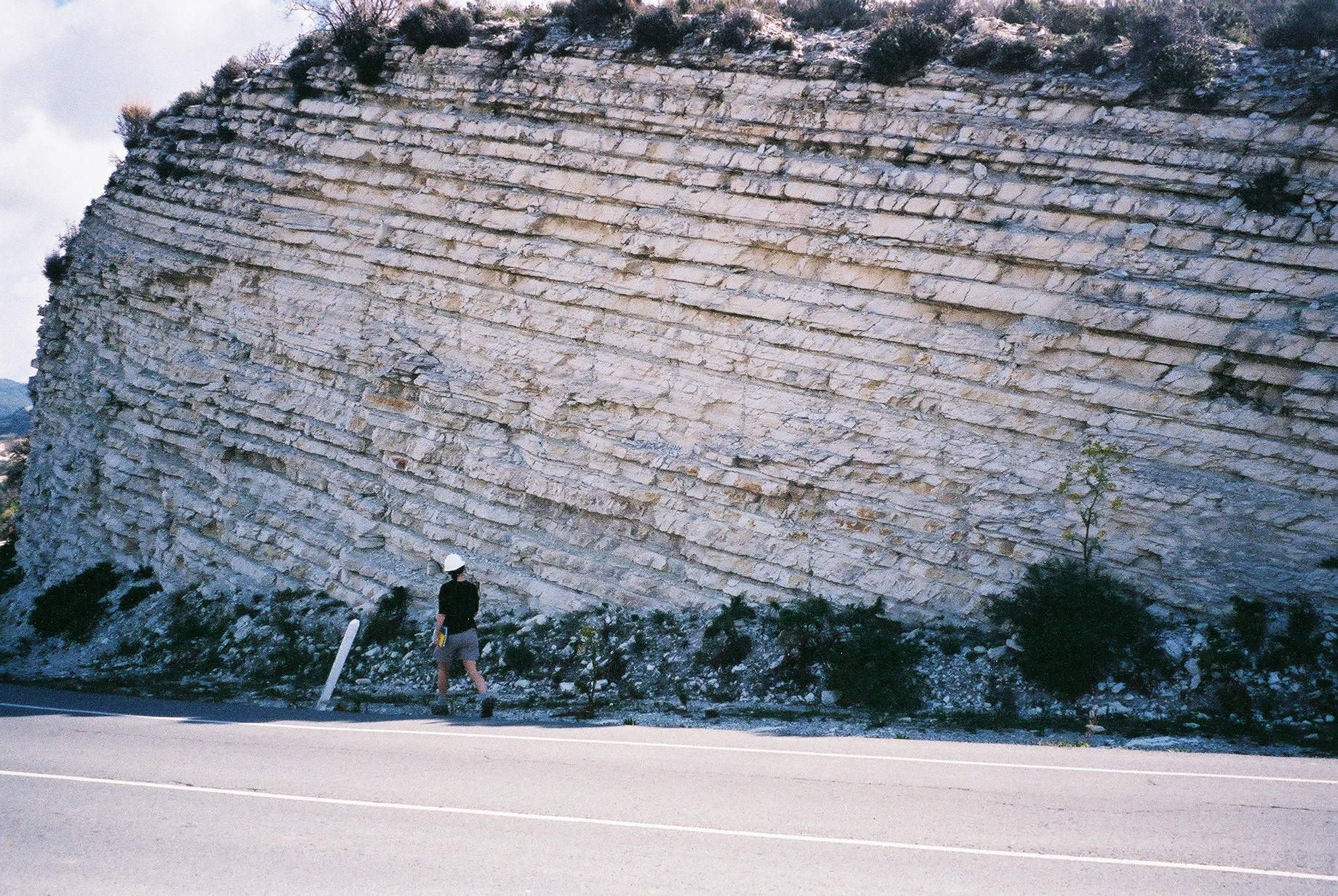
Мел на Кипре, с выраженными слоями отложений

Серьёзное изучение стратиграфии началось во второй половине XIX века. Тогда на II—VIII сессиях Международного геологического конгресса (МГК) в 1881—1900 годах были приняты иерархия и номенклатура большинства современных стратиграфических подразделений. В последующем Международная геохронологическая (стратиграфическая) шкала постоянно уточнялась.
Конкретные названия системам (периодам) давали по разным признакам. Чаще всего использовали географические названия. Так, название кембрийской системы происходит от лат. Cambria (названия Уэльса, когда он был в составе Римской империи), девонской — от графства Девоншир в Англии, пермской — от города Пермь, юрской — от гор Юра́ в Европе. В честь древних племён названы вендская (славянское племя ве́нды), ордовикская и силурийская (племена кельтов ордо́вики и силу́ры) системы. Реже использовались названия, связанные с составом пород: каменноугольная система названа из-за большого количества угольных пластов, а меловая — из-за широкого распространения писчего мела.
В СССР высшим органом, организующим и координирующим стратиграфическую службу с 1955 по 1992 год являлся Межведомственный стратиграфический комитет СССР, в России — является Межведомственный стратиграфический комитет России.

## Разделы стратиграфии

### Литостратиграфия
Литостратиграфия изучает различия в составе горных пород, наиболее очевидно отображаемые в виде видимых слоев, связаны с физическими контрастами в типах горных пород (литология). Это изменение может происходить по вертикали в виде слоистости (напластования) или по горизонтали и отражает изменения в среде отложения (изменения фаций). Эти вариации обеспечивают литологическую стратиграфию горной толщи. Ключевые концепции стратиграфии включают понимание того, как возникают определенные геометрические отношения между слоями горных пород и что эта геометрия подразумевает об их исходной среде накопления осадков. Основная концепция стратиграфии, называемая законом суперпозиции, гласит: в недеформированной стратиграфической последовательности самые старые пласты находятся в основании последовательности.

### Хемостратиграфия
Хемостратиграфия изучает изменения относительных соотношений микроэлементов и изотопов внутри и между литологическими слоями. Соотношения изотопов углерода и кислорода меняются со временем, и исследователи могут использовать их для картирования изменений, произошедших в палеосреде. Это привело к появлению специализированной области изотопной стратиграфии.

### Циклостратиграфия
Циклостратиграфия исследует циклические изменения относительных пропорций минералов (особенно карбонатов), размер зёрен, толщину слоёв отложений и разнообразие окаменелостей, связанные с сезонными или более долгосрочными изменениями в палеоклиматах.

### Биостратиграфия
Биостратиграфия или палеонтологическая стратиграфия основана на окаменелостях в слоях горных пород. Считается, что пласты из широко распространённых мест, содержащие одну и ту же ископаемую фауну и флору, сопоставимы во времени. Биологическая стратиграфия была основана на принципе последовательности фауны Уильяма Смита, который предшествовал биологической эволюции и был одним из первых и наиболее убедительных доказательств ее существования. Это убедительное свидетельство образования и исчезновения видов. Геологическая шкала времени была разработана в XIX веке на основе данных биостратиграфии и принципе последовательности фауны. Эта шкала времени оставалась относительной до тех пор, пока не было разработано радиоизотопное датирование, основанное на абсолютной временной шкале, что привело к развитию хроностратиграфии.
Одним из важных достижений является кривая Вейла, которая пытается определить глобальную историческую кривую уровня моря в соответствии с выводами из всемирных стратиграфических структур. Стратиграфия также обычно используется для определения природы и протяженности нефтегазоносных пород-коллекторов, уплотнений и нефтяных бассейнов в нефтяной геологии. 

### Хроностратиграфия
Хроностратиграфия это раздел стратиграфии, который устанавливает абсолютный, а не относительный возраст пластов горных пород. Этот раздел связан с получением геохронологических данных для горных пород, как напрямую, так и на основе логических выводов, чтобы можно было вывести последовательность событий, связанных со временем, которые привели к образованию горных пород. Конечная цель хроностратиграфии — установить даты в последовательности отложений всех горных пород в пределах геологического региона, а затем и в каждом регионе, и, как следствие, обеспечить полную геологическую летопись Земли.
Разрыв или отсутствующий пласт в геологической летописи области называется стратиграфическим перерывом. Это может быть результатом прекращения отложения осадка. В качестве альтернативы разрыв может быть вызван удалением эрозией, и в этом случае это называется стратиграфической пустотой.

### Секвентная стратиграфия
Секвентная стратиграфия (англ. sequence stratigraphy) основана на исследовании сейсмических профилей и выделении в них секвенций — геологических тел континентальных шельфов на пассивных континентальных окраинах, образованных в пространстве осадконакопления. Задача секвентной стратиграфии — выявление закономерностей строения и образования геологических тел в связи с изменением береговой линии изучаемого бассейна седиментации. Изучение секвенций связано с поисками месторождений углеводородов из-за коллекторских свойств осадочных пород.

### Магнитостратиграфия
Магнитостратиграфия — раздел стратиграфии, определяющий пространственно-временные соотношения пластующихся пород с помощью их магнитных характеристик. В нем применяется метод инверсий, основанный на изучении обращений полярности геомагнитного поля в геологическом прошлом. Характерные сочетания зон прямой и обратной намагниченности определяют структуру магнитостратиграфической шкалы.